# Provincia de Mariquita
La provincia de Mariquita, también llamada gobierno de Mariquita durante la época imperial española, fue una entidad administrativa y territorial de la Nueva Granada, creada en 1550 como corregimiento del Virreinato del Perú. En 1717 una Real Cédula expedida por el rey Felipe V de España creó el Virreinato de Nueva Granada, por medio de la cual la provincia fue agregada a este último.
Durante la época de emancipación de las colonias americanas (1810-1816), Mariquita se declaró Estado Libre y luego se incorporó a las Provincias Unidas de la Nueva Granada; en la época de la Gran Colombia hizo parte del Departamento de Cundinamarca, el cual cubría territorialmente todo lo que hoy son Colombia y Panamá.
Posteriormente a la disolución de este país (1830) perteneció a la República de la Nueva Granada, de carácter centralista, hasta que finalmente se implantó el sistema federal en la Nueva Granada en 1858 y la provincia pasó a ser entonces una de las provincias constituyentes del Estado Soberano del Tolima.

## Historia

### Antecedentes
Varias sociedades aborígenes existentes en el área de la provincia habían logrado establecer una compleja red comercial con los pobladores de las vertientes de las cordilleras Central y Oriental. Entre los grupos indígenas existentes se destacaban los Ondaimas, Babadujos, Yaporoges, Panches y Pijaos, cuyo valor, la resistencia y la ferocidad les valió que la Corona española, a través del presidente de la real audiencia don Juan de Borja, acometiera una campaña de exterminio total contra aquellos; no obstante las atrocidades acometidas contra éstos, muchos prefirieron morir que someterse al español como ocurrió con la célebre gesta del Cacique Calarla.
La actual ciudad de Honda ya existía en aquella época como asentamiento aborigen por su estratégica ubicación como puerto y vía de itercambio comercial. De aquí la ciudad fuera descubierta y no conquistada, ya que el asentamiento indígena sirvió de base para el establecimiento de los españoles.

### Dominio español
En el periodo comprendido entre 1510 y 1540 se crearon las principales gobernaciones del Nuevo Reino de Granada a partir de la desmembración de la Nueva Andalucía y Castilla de Oro: Santa Marta, Cartagena y Popayán. Posteriormente al establecimiento de la Real Audiencia de Santafé en 1564, se adelantó la primera división política de sus territorios. Mariquita fue entonces designada como uno de los dos corregimientos de provisión real (el otro fue Tunja); los corregimientos constituyeron la división administrativa básica, equivalente a los municipios españoles.
Más tarde España dividió el territorio del Nuevo Reino de Granada en provincias. En 1763 Mariquita pasa entonces a ser formalmente una de las provincias de dicho territorio, denominación que conserva durante la colonia y gran parte de la república. Por medio de la Real Cédula 1717 forma parte del Virreinato de Nueva Granada, separado éste del de Perú.
Una de los principales acontecimientos sucedidos durante esta época es la escogencia de Mariquita por parte de don José Celestino Mutis, en 1783, como sede de la Expedición Botánica al Nuevo Reino de Granada. Dicha población fue además cuna del fiscal Francisco Antonio Moreno y Escandón, también del pintor colonial Gaspar de Figueroa y del esclarecido patriota José León Armero Racines.
Durante la Insurrección de los comuneros la población de Honda, el puerto más importante de la provincia y segunda capital de la provincia, secunda dicho movimiento el 23 de junio de 1781; entonces se atacó a los estancos de tabaco y aguardiente y la cárcel y se puso en libertad a los presos que habían comunicado lo hecho a José Antonio Galán, quien se hallaba en Mariquita.

### Emancipación
Entre 1807 y 1808 las tropas francesas al mando de Napoléon Bonaparte invadieron a España y este nombró rey a su propio hermano José Bonaparte. Es así como España vivió su propia guerra de independencia contra Francia entre 1800 y 1814, momento que aprovecharon sus colonias para reclamar su derecho a ejercer un autogobierno.
Es por tanto que en 1810, Santafé de Bogotá y otras 15 localidades de la Nueva Granada establecen Juntas Supremas. Entre estas juntas estaban la de Santa Fe de Antioquia (presidida por Francisco de Ayala), la de Cali (Joaquín de Caizedo y Cuero), la de Cartagena (José María García de Toledo), la de Mompós (José María Salazar y José María Gutiérrez de Caviedes), la de Neiva (José Domingo Falla), la de Pamplona (Domingo Tomás de Burgos), la de Popayán (Miguel Tacón, substituido por Joaquín de Caizedo y Cuero), la de Santa Marta (Víctor de Salcedo), la del Socorro (José Lorenzo Plata), la de Sogamoso (Domingo José Benítez), la de Tunja (Juan Agustín de la Rocha), la de Nóvita (Miguel Antonio Moreno), la de Mariquita (Francisco de Mesa y Armero), la de Girón (Eloy Valenzuela) y la de Citará (José María Valencia). Estas provincias crearon la Primera República independiente de Colombia conocida como Provincias Unidas de la Nueva Granada.
El 25 de julio de 1810 el Cabildo de Honda reconoció la autoridad de la Junta de Santafé, con una junta presidida por Francisco de Mesa y Armero. El 13 de agosto de ese año Ibagué se adhirió a Santafé desconociendo la Junta de Mariquita. El 28 de marzo de 1811 las tropas de Cundinamarca entraron en Honda, y el 1 de abril Manuel del Castillo y Rada disolvió las juntas de Honda y Mariquita y anexionó los territorios a Santafé. En agosto de 1812 el cabildo de Ibagué se separó de Cundinamarca y pidió a los otros cabildos mariquiteños hacer lo mismo. En marzo de 1813 Ignacio de Herrera fue nombrado gobernador de Mariquita y el 14 de agosto juró la independencia de Cundinamarca.
El 22 de diciembre de 1814 se proclamó la independencia de la provincia de Mariquita, y la Convención Constituyente del Estado Libre de Mariquita se reunió el 3 de marzo de 1815 en el Palacio de la Convención de Honda y el 21 de junio de este mismo año expide su Constitución. Dicha Convención declaró que la provincia de Mariquita sería independiente de España, de Cundinamarca o de cualquiera otro Gobierno que no fuere elegido popular y legítimamente por los pueblos.
En abril de 1816 el realista Juan Lerchundi  tomó Honda y el 10 de mayo entró en ella con tropas españolas al mando del coronel José Donato Ruiz de Santacruz, siendo aquel quien inició una purga de los patriotas que promovieron la emancipación de la provincia,  pasando al patíbulo en la plaza del alto de Honda a los patriotas inmolados por la independencia, entre ellos los ilustres hijos de la villa:  Sinforoso Pava, Don Sebastián de Armero  y Don Eduardo de la Concepción Gallón y Massenet, siendo este último fusilado y desmembrado, ubicando sus extremidades en la entrada de Honda hacia el camino real de Mariquita, el puerto de Arrancaplumas sobre el río Magdalena y hacia el camino a Santa Fe a la altura de Guaduas.  El nuevo gobernador y capitán general de Nueva Granada, Francisco Montalvo Ambulodi se posesiona de su cargo el 30 de mayo de 1813, siendo ascendido a virrey el 28 de abril de 1816. El enviado español General Morillo llegó a Santa Marta el 22 de julio de 1815 para iniciar la reconquista de la Nueva Granada. Es entonces cuando comienza lo que se denomina en la historia colombiana como Régimen del terror.

### Época republicana
Una vez liberadas la Nueva Granada y Venezuela, se expide el 17 de diciembre de 1819 fue en el Congreso de Angostura la Ley Fundamental que creó la República de Colombia, cuyo vicepresidente fue el medellinense Francisco Antonio Zea. Quedaron unidas la Nueva Granada y Venezuela, divididas en tres departamentos: Cundinamarca, Venezuela y Quito. Mariquita quedó como provincia del departamento de Cundinamarca.
El 12 de julio de 1821 el Congreso de Cúcuta, bajo la presidencia de José Manuel Restrepo, expidió la Constitución de Cúcuta, basada en la de Angostura, que dividió la República en departamentos y a éstos en provincias. Mariquita quedó entonces como provincia del departamento de Cundinamarca y declarada como su capital la ciudad de Honda.
Luego de la disolución de Colombia en 1830, se expide la constitución de 1832 en la cual la Nueva Granada se subdividió en provincias (las mismas de 1810), entre ellas se encontraba Mariquita, que correspondía aproximadamente al territorio actual del departamento del Tolima más algunas partes de lo que hoy son Antioquia, Caldas y Cundinamarca.
En 1840 el gobernador de la provincia de Mariquita, general José María Vesga, se alzó en armas contra el gobierno nacional. Hubo un ligero encuentro entre las fuerzas republicanas y las rebeldes por el lado de Quebrada seca y las fuerzas de Vesga se retiraron al llano de la Calunga, donde fueron batidas por las del general Joaquín París el 9 de enero de 1841.
La Constitución de 1843 efectuó una nueva división de la República de la Nueva Granada en provincias, y estas a su vez en cantones y estos en distritos parroquiales; veinte provincias fueron conformadas, incluidas en ellas la de Mariquita que permaneció invariable.
Al volver los conservadores al poder en 1855, el Congreso aprobó la reunificación de las provincias, pero esta vez con carácter de estado federal. La Confederación Granadina de 1857 estuvo integrada por ocho Estados Federales, dentro de los cuales estaba el Estado Soberano de Cundinamarca. En 1861, al consolidarse el federalismo en el país, se crea el Estado Soberano del Tolima a partir de las provincias de Mariquita y Neiva, pertenecientes hasta entonces a Cundinamarca.

## Geografía

### Límites

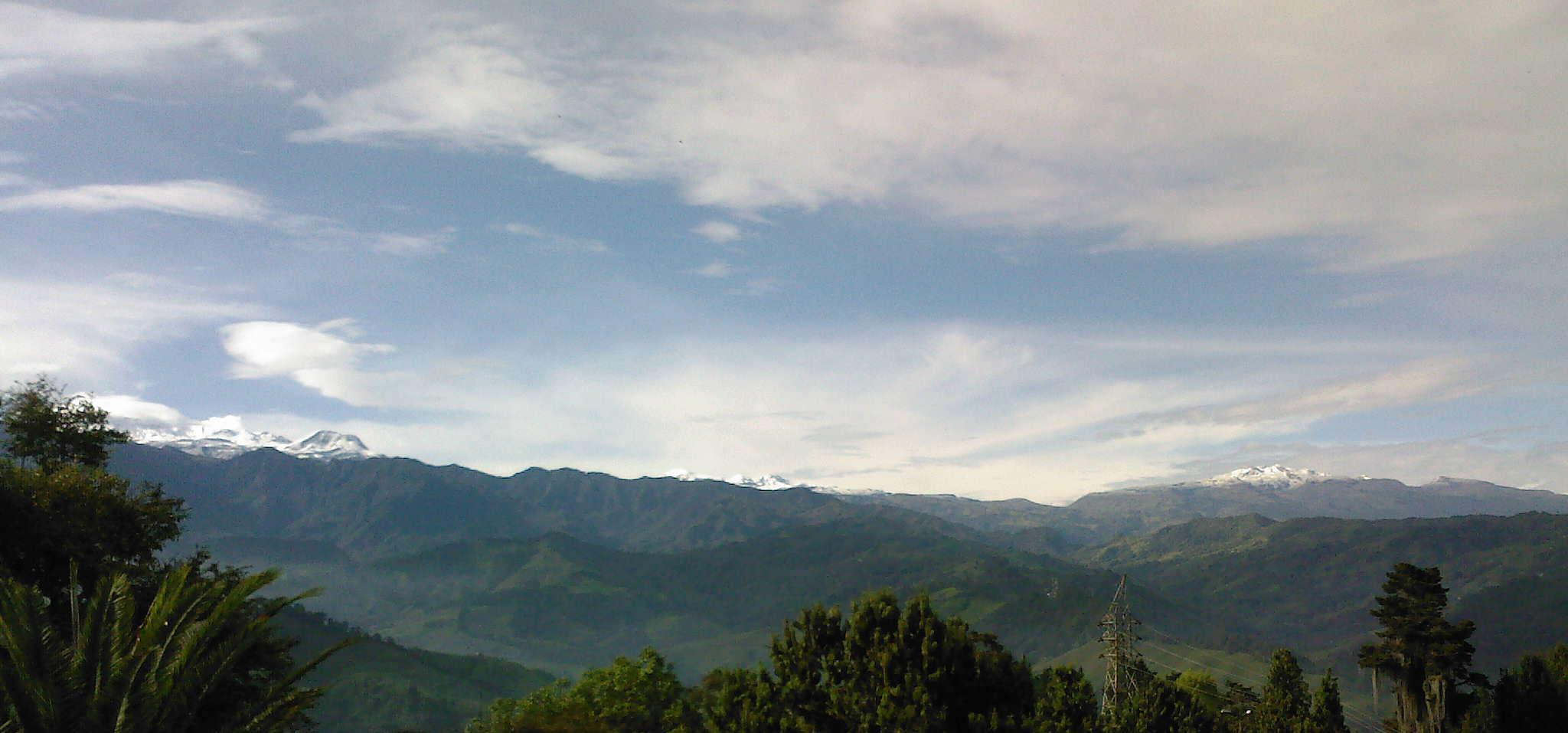
Nevados del Ruiz, Santa Isabel y del Tolima.

Los límites de la provincia no fueron estables a lo largo de los 300 años de dominio español en la región. Si bien casi siempre el perfil de la provincia correspondía a lo que hoy es el departamento del Tolima, las constantes agregaciones y segregaciones (en especial de la región del río Nare) cambiaban mucho la faz del territorio. El poco conocimiento de la tierra no permitió establecer límites determinados entre una y otra gobernación, salvo el caso de variaciones geográficas naturales plenamente identificables.
Al momento de la proclamación de independencia (1814), Mariquita confinaba con las siguientes provincias (en el sentido de las agujas del reloj): Antioquia, Tunja, Santa Fe, Neiva y Popayán. Los límites entre provincias no estaban del todo claros ya que, excepto por la frontera que marcaba los ríos Magdalena y Saldaña, nunca fueron determinados claramente. Sin embargo Agustín Codazzi durante las expediciones que se llevaron a cabo durante la Comisión Corográfica (1850-1859) realizó una minuciosa descripción de los linderos, así como de la geografía, de la mayoría de las provincias que conformaban la República de la Nueva Granada.
A grandes rasgos, los límites que correspondían a la provincia de Mariquita en 1850 comenzaban en la cabecera del río Chinchiná, en las cumbres de la Cordillera Central, pasando por los nevados del Ruiz, Santa Isabel y del Quindío, e igualmente los páramos de Cumbara, Miraflores, Chiche, Iraca, Fraile e Isabelilla. Desde allí encontraba la cabecera del río Saldaña, el cual recorría hasta su desembocadura en el río Magdalena, y este aguas abajo hasta llegar a la desembocadura del río Seco, atravesando este y pasando luego por el Negro hasta las altas cumbres de la Cordillera Oriental; de aquí hasta encontrar la cabecera del río Ermitaño, que seguía hasta su desembocadura en el río Magdalena. 
Después de retomar el curso del río Magdalena, se llegaba hasta la desembocadura del Nus en este, recorriéndolo aguas arriba hasta encontrar la sierra que separa las aguas del río Samaná Norte del Cocorná. Continuaba por los altos del Tigre y del Canelo hasta llegar a la boca de la quebrada La Mulata en el río Samaná, para seguir por este hasta su confluencia con el río La Miel y finalmente este, aguas arriba hasta su cabecera en el nevado del Ruiz. Finalmente partía desde allí hasta la cabeceras de la quebrada Azufral y del Chinchiná.

### Aspecto físico

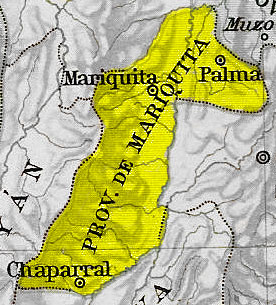
Provincia de Mariquita.

La provincia de Mariquita ocupaba la región que iba desde la ribera occidental del río Magdalena hasta las estribaciones de la cordillera Central, ocupando el valle medio del río. Debido a esto la comunicación con otras provincias era difícil, especialmente con Antioquia y Bogotá.
Al igual que los modernos departamentos que precedieron a la provincia y subsiguiente estado soberano, el terreno estaba recorrido por un sinnúmero de ríos, quebradas y caños, de entre los cuales se destacaba el Magdalena, que en aquellos días servía no solo para la práctica de la pesca como actividad económica sino para la comunicación y el comercio con las demás regiones del país.

### División territorial
La provincia de Mariquita tuvo diversos tipos de división de su territorio. En un principio se encontraba dividida en partidos, que luego pasaron a llamarse jurisdicciones. Con la llegada de la independencia, estas subdivisiones pasaron a llamarse cantones, que cambiaron las antiguas jurisdicciones de extensión, y por tanto algunas de éstas fueron suprimidas. En 1825 la provincia se encontraba distribuida en los cantones de Mariquita, Honda, Ibagué y La Palma. Para 1835 Mariquita tenía los cantones de Mariquita, Espinal, Honda, Ibagué y La Palma. En 1843 estaba fraccionada en los cantones de Mariquita, Castrolarma, Espinal, Honda, Ibagué y La Palma.
Entre 1843 y 1851 la provincia estaba conformada por los siguientes cantones, distritos parroquiales y aldeas:
- Cantón de Honda: Honda, Ambalema, Calamoima, Méndez y Nare.
- Cantón de Castrolarma: Chaparral y Ortega.
- Cantón de Espinal: Espinal, Guamo y San Luis.
- Cantón de Ibagué: Ibagué,  Coello, Miraflores, Piedras, Valdesina, Valle de San Juan y Venadillo.
- Cantón de Mariquita: Mariquita, Guayabal, Peladeros y Santana.
- Cantón de La Palma: La Palma, Caparrapí, Peña, Peñón, Topaipí y Yacopí.

## Demografía
De acuerdo a los datos suministrados por el secretario del virreinato Francisco Silvestre, en su libro Descripción del Reino de Santafé de Bogotá en 1789, la población de la provincia ascendía a los 47.138 habitantes. En 1835, la provincia contaba ya con 79.721 habitantes.
Según el censo de 1851, la provincia contaba con 105.105 habitantes, de los cuales 51.380 eran hombres y 53.725 eran mujeres.
| Evolución demográfica de la provincia de Mariquita |
|                                                    |